# Асиеду, Уильям Опоку
Уильям Опоку Асиеду (англ. William Opoku Asiedu, 1 апреля 1997 года, Аккра, Гана) — ганский футболист, полузащитник.

## Карьера
Уильям родился в Аккре, Гана. В 2016 году выступал за «Окьеман Планнерс», забил 11 голов. Перешёл в «Мидлсбро», однако практически сразу был отправлен на полтора года в аренду в клуб «Левадия», выступающий в Чемпионате Эстонии. В составе этого клуба провёл один матч в чемпионате против «Флоры» (1:1), выйдя на замену вместо Павла Марина на 86-й минуте. Также Асиеду провёл 15 матчей за дубль команды и забил в них 7 голов. 16 июня 2017 года арендный договор по соглашению сторон был досрочно расторгнут, и игрок вернулся в «Мидлсбро».
В сентябре 2017 года перешёл в индийский клуб «Минерва Пунджаб» и провёл в нём два сезона. Победитель И-Лиги 2017/18. С 2019 года играл за разные клубы низших лиг Индии, а также в Непале.
Выступал за молодежную сборную Ганы.